# 청말신정
청말신정(淸末新政)은 청나라 최후의 개혁으로, 서태후(西太后) 주도 하에 진행된 정치 개혁이다. 만청개혁(晩淸改革), 광서신정(光緖新政), 광서변법(光緖變法), 경자신정(庚子新政), 신축신정(辛丑新政) 혹은 자희신정(慈禧新政)이라고도 불린다. 청조는 의화단 운동이 실패하고 8개국 연합군이 북경을 점령한 이후, 1901년부터 교육, 경제, 군사 등의 분야에서 개혁을 진행하였고, 1906년 예비입헌을 통하여 정치 개혁을 실시하였다. 이 기간 동안 흠정헌법대강을 반포한 후, 9년간의 준비 기간을 거쳐 입헌군주제를 실시할 계획이었으나, 1911년 신해혁명이 발발하고, 1912년 청나라가 완전히 멸망하면서 실패로 끝났다. 그러나 이 기간 동안 정치, 경제, 사회, 교육, 군사, 관제의 여러 분야에 큰 영향을 끼쳤으며, 입헌운동을 포함한 사회 개혁 운동에 큰 영향을 끼쳤다.

## 추진 배경
1900년 의화단 운동(義和團運動)의 여파로 청 조정은 권위가 크게 실추되었다. 의화단 운동이 거세지면서 서양 선교사와 기독교 신자들이 살해당하자, 이에 대응하여 대영제국 ･ 프랑스 ･ 미국 ･ 독일 제국 ･ 러시아 제국 ･ 일본 제국 ･ 이탈리아 왕국 ･ 오스트리아-헝가리 제국의 열강 8국은 연합군을 결성하여 천진에 파병하였다.
서태후는 의화단이 북경의 외국 공관을 포위하자 서구 열강에 선전포고를 하고 의화단을 지원하기로 결정하였다. 그러나 즈리 성, 장쑤성, 저장성, 산둥성 등 동남부 성을 중심으로 이를 거부하고, 의화단을 저지하며 열강 8국에의 선전포고에 반대하는 움직임이 일어났다. 이를 동남호보(東南互保) 혹은 동남자보(東南自保)라 한다.
동남호보선언으로 지역에 의화단 운동이 확산되지 않았고, 열강 8국은 의화단을 쉽게 진압하며 북경으로 진격하였다. 북경이 포위당하자 서태후는 광서제와 함께 8월 16일 북경을 탈출하여 서안으로 도피하였다. 이를 서안몽진(西安蒙塵)이라 한다.
이와 같은 일련의 사건들로 인하여 청조의 위신은 크게 떨어졌고, 당재상(唐才常)의 무한 봉기를 비롯하여 무장 봉기가 잇달았다. 뿐만 아니라 북경 점령과 서안 도피로 인하여 청조는 경제, 외교, 군사적으로 큰 손실을 입어 대외적 위신도 약해졌다. 청조에 대한 불만 및 혁명 세력이 커지자, 청조는 개혁을 늦출 수 없었고, 열강 8국과 강화 협상을 하는 중에 서태후는 보수파를 중심으로 개혁을 추진하게 된다.

## 내용

### <정치 개혁>

#### 독판정무처
청조는 1901년 4월, 중앙 업무 기구인 독판정무처(督辦政務處)를 설치하여 신정을 실시하였다. 1901년 4월 설치된 독판정무처를 설치하고 영록(榮祿), 혁광(奕劻), 이홍장(李鴻章), 곤강(昆岡), 왕문소(王文韶), 구홍기(瞿鴻禨), 녹전림(鹿傳霖) 등을 독판정무대신으로 임명하였다. 이로부터 "청말신정(淸末新政)"이 공식적으로 시작되었다. 독판정무처는 '신정' 기간 동안 근대적 성격의 개혁 조치들을 내놓았고, 1906년 회의정무처(會議政務處)로 개칭되었다. 1911년 (선통3년) 해체되었다.

#### 오대신출양고찰
1905년 9월 24일, 서태후는 오대신들에게 서양의 정치 제도를 답사하고 올 것을 명령하고, 진국공(鎭國公) 재택(載澤), 호부시랑(戶部侍郞) 대홍자(戴鴻慈), 병부시랑(兵部侍郞) 서세창(徐世昌), 호남순무(湖南巡撫) 단방(端方), 상부우승(商部右丞) 소영(紹英)을 서양으로 파견하기로 하였다. 이를 "다섯 대신의 서양 시찰(오대신출양고찰)"이라 한다.
다만 출발일에 혁명가 오월(吳樾)이 폭탄 테러로 암살을 기도하여, 오대신의 출발은 연기되었고 이 중 서세창·소영이 이성탁·상기형과 교체되었다.
청나라 조정에서는 11월 26일, 각국의 헌법을 연구하고, 헌정개혁을 자문하기 위한 정치체제 개혁기구인 고찰정치관(考察政治館)을 설치하였고, 12월 7일에 시찰단 제1 조 대홍자, 단방이 미국으로 출발하여 독일 제국·이탈리아 왕국·오스트리아-헝가리 제국·러시아 제국을 방문하였다. 1월 14일에는 시찰단 제2 조 재택, 상기형, 이성탁이 일본 제국으로 출발하여 대영제국·프랑스·벨기에를 방문하였다.
파견된 대신들은 국회·경찰기구·감옥·공장·은행·우체국·박물관·교회·동물원·농장 등 다양한 시설을 둘러보았으며 파견국의 각종 정치제도를 시찰하였다. 고찰단은 1906년 귀국 후 국가가 부강해지기 위하여 헌정이 반드시 필요하다는 보고를 올렸으며, 이들은 열국정요(列國政要), 구미정치요의(歐美政治要義) 및 고찰정치일기(考察政治日記)를 편찬하였다. 특히 재택과 단방은 헌정을 옹호하였으며, 오대신출양고찰은 입헌 운동 및 흠정헌법대강 반포에 중요한 영향을 끼쳤다.

#### 입헌 운동
오대신이 일본과 구미 열강을 시찰하고 온 후, 이들이 수집한 자료와 보고서를 정리하기 위하여 1906년 고찰정치관(考察政治館)이 신설되었다. 같은 해 9월 1일, 예비 방행입헌 조서가 내려졌다. 방행헌정(倣行憲政)은 "헌정을 본떠서 시행한다"는 뜻이다. 1907년 고찰정치관은 헌정편사관(憲政編査館)으로 개칭되었으며, 경친왕(慶親王) 혁광(奕劻)이 헌정편사관 대신을 겸임하였으며, 편사관원으로 형부우시랑(刑部右侍郞) 심가본(沈家本), 양도(楊度) 등이 활동하였다. 혁광은 헌법 입법을 지지하였으며, 양도는 "중국 헌정대강은 마땅히 동서양 각국의 장점을 흡수하여야 한다(中國憲政大綱應吸收東西各國之所長)"와 헌정실행정서(實行憲政程序) 등을 집필하였다.
1907년, 청 조정에서는 의회 준비기구인 자정원(資政院)을 설립하였는데, 이러한 상황에서 입헌 개혁 운동의 영향으로 같은 해 상해에 장건(張謇)과 탕수잠(湯壽潛)에 의해 예비입헌공회(預備立憲公會)가 세워졌고, 이후 각지에서 입헌공회가 다양하게 설립되었다.
2년 후인 1908년 (광서제 34년) 8월 27일 중국 최초의 헌법이라 할 수 있는 흠정헌법대강(欽定憲法大綱)이 반포되었다. 헌법대강은 전제주의적 성격이 짙었지만, 기본상 신민의 언론, 저작, 출판, 집회, 결사, 사유재산, 선거권과 피선거권 등 삼권분립의 원칙을 구현하였다.
1908년 11월 14일 광서제가 사망하고 다음날인 11월 15일에 서태후가 사망한 다음, 이복동생인 순친왕(醇親王) 재풍(載灃)의 장남인 부의(溥儀)가 3세의 나이로 청나라의 마지막 황제 선통제(宣統帝)로 즉위하였다. 이 시기 재풍(載灃)은 섭정을 맡으며, 1911년 5월, 새 내각을 수립하고 경친왕(慶親王) 혁광(奕劻)을 총리로 임명하였다. 그러나 새 내각 구성원 13명은 만주족 8명, 한족 4명, 몽고족 1명이었으며, 8명의 만주족 중 6명이 종실 출신이었기 때문에, 당시 혁명파와 입헌파는 이를 두고 황족내각이라며 비판하였다.

#### 지방행정 개혁
1902년 산서순무(山西巡撫) 조이손(趙爾巽)은 보갑제도(保甲制度) 개편, 경찰제도 수립, 지방 조직 기능확대를 포함한 지방행정 개혁안을 건의하였으며, 1905년 청 조정에서는 현(縣)급 이하 행정관제를 개정하는 조서를 발표하였으며, 1907년순찰권은 민정부(民政部)에 이임하고, 이외의 관제에 군사권과 재정권을 축소하였다.
한편 지방자치도 확대되었다. 1908년 청 조정은 성(城)·진(鎭)·향(鄕)에서 청(廳)·주(州)·현(縣)에 이르기까지 각급 자치연구소를 설립하고, "각 성 자의국 헌정(各省諮議局章程)"을 입안하여, 성(省) 단위의 지방의회인 자의국(諮議局) 설립을 추진하였다. 자의국은 중앙의 헌정 준비 기구이자 의회인 자정원(資政院)과 함께 헌정 준비에 임하였다. 또한 총독(總督)과 순무(巡撫)에게 자문을 하고, 입법에 참여하며, 하급 기구 간 분쟁을 조정하고, 민간 청원을 접수하여 이를 중앙에 올리며, 총독과 순무에게 행정 질의를 하는 등 그 역할을 확대하였다. 자의국 의원 자격은 재산, 학력, 명망, 출신 및 연령 등에 제한이 있었으며, 선거는 간접적인 복식선거법(複式選擧法)에 의해 행해졌다.

#### 입법, 사법, 책임내각제 수립
경친왕내각은 중국역사상 최초의 내각이다. 경친왕 혁광이 1911년 5월 18일(선통3년 4월 초열흘) 내각총리대신에 올라 경친왕내각이 구성되었다. 경친왕내각은 신해혁명이 발발하고, 혁광이 같은 해 11월 1일(선통3년 9월 열하루) 총리직에서 사퇴하면서 해체되었다.
청나라 조정은 신내각 관제를 시행하지는 않았으나, "내각 사무 임시 규정(內閣辦事暫行章程)"에 근거하여 경친왕내각이 설립되었다. 그러나 내각총리대신은 군사 통수권이 없었으며, 군대와 관련된 무든 문제는 군자부(軍담)대신 재도(載濤)가 처리하였다.
신해혁명이 발발한 후, 1911년 11월 16일 원세개(袁世凱)가 총리대신에 오르면서 원세개내각이 성립되었다. 원세개내각은 한족을 주축으로 하여 구성되었다. 원세개는 중화민국 남경 임시정부의 임시 대총통인 손문(孫文)으로부터 공화정이 수립되면 총통 자리를 넘기겠다는 밀약을 받고, 군벌을 동원하여 선통제의 섭정인 융유황태후(隆裕皇太后)를 압박하였다. 1912년 1월 30일 내각에 공화정 선포 지침이 세워지고, 2월 12일 융후황태후가 선통제를 대신하여 . 결국 1912년 2월 12일 융유황태후가 푸이를 대신해 퇴위 조서를 반포했고, 청제손위(淸帝遜位)가 되면서 원세개내각도 해체되었다.

### <경제 개혁>

#### 재정개혁
1906년 탁지부(度支部)가 중앙과 지방 각 아문(衙門)의 수입과 지출의 책임을 통일하고, 외채를 갚기 위한 계획을 세우며, 각 성의 은호(銀號)를 감독하는 등의 목적을 위하여 "재정을 깨끗하게 정리하고 올바르게 밝히기 위한 여섯가지 조치(淸理財政明定辦法六項)"를 반포하였다.

#### 세제개혁
탁지부대신 재택(載澤)은 독판염정대신(督辦鹽政大臣)을 겸하며, 전국의 염정(鹽政) 사무 및 인사행정권을 총괄하는 동시, 1902년 체결된 "영중 통상조약"의 관세 면제 비율을 논의하였다.

#### 화폐제도 개혁
1910년에 반포된 국폐칙례(國幣則例) 이십사개조는 은화 및 동전의 중량과 순도를 획일화하였다. 다만 이 당시 시중에 유통되고 있던 구 화폐의 총 가치는 15억 냥에 달하고 있었기 때문에, 구 화폐의 회수 비용을 청나라 정부가 전적으로 대기 어려웠다. 청조는 결국 화폐제도 개혁 시행을 위해 1911년 4월 15일에 영국 · 미국 · 프랑스 · 독일 제국의 4개국에 1천만 영국 파운드의 차관을 요청하였다.

#### 철도 발전
1900년~1905년 기간 동안 철도는 총 연장 5,150 km 증가하였다. 이 중 오직 청나라는 201.2km의 경장선(京張線) 만을 건설하였으며, 그 외의 모든 철도는 외국에서 지분을 소유하고 있었다.

#### 공업 진흥
1906년에 농업 및 공업 발전을 장려하기 위하여 새 부문(部門)을 설치하였다.

### <사법 개혁>

#### 고문 폐지
새로이 형법(刑法)을 제정하면서, 능지(凌遲) 등의 물리적 고문을 폐지하였다. 또한 연좌제(連坐制)를 폐지하고 서양처럼 개인책임제를 이행하였다.

### <교육 개혁>

#### 과거제도 개혁
1901년 6월 3일, 장지동(張之洞)은 과거제도의 개혁을 청원하였고, 7월 26일, 장지동은 양강총독(兩江總督) 유곤일(劉坤一)과 함께, 서양 학문을 가르치는 학교를 세울 것을 제창하며 문과(文科)의 개혁과 무과(武科)의 폐지 상소를 올렸다. 8월 29일에 청조는 1902년부터 장지동이 제안한 대로 문과를 개혁하고 무과를 폐지한다는 칙령을 내렸다.
이듬해 3월 13일, 원세개와 장지동은, 학교 발전을 가로막지 않도록 과거제의 정원을 점차 줄일 것을 건의하였다. 1904년 7월, 청나라 조정은 광서제가 주관하고 회시(會試)에서 뽑힌 공사(貢士) 272명이 참가한 전시(殿試)를 마지막으로 과거시험을 중단하였으며, 1905년 9월 2일, 직례총독(直隸總督) 원세개, 성경장군(盛京將軍) 조이손(趙爾巽), 호광총독(湖廣總督) 장지동, 양강총독(兩江總督) 주복(周馥), 양광총독(兩廣總督) 잠춘훤(岑春煊), 호남순무(湖南巡撫) 단방(端方)의 6명이 과거제 폐지를 건의함에 따라, 수(隋) 양제(煬帝)가 587년에 명하여 605년 최초로 시행된 이후 1300년간 이어오던 과거제를 공식적으로 폐지하였다.

#### 학교 설립
과거제도가 폐지된 이후, 서양식 학교제도를 시행하였다. 학제는 5년제의 유치원인 몽양원(蒙養院), 8년제의 소학당(小學堂), 5년제의 중학당(中學堂) 3년제의 고등학당(高等學堂)였는데, 역사, 문학, 산술, 지리, 체조, 회화, 외국어, 물리, 화학, 회화, 이재(理財), 법학, 세계사, 동식물학, 지질, 광산 등을 가르쳤다. 그리고 고등교육으로는 정치, 문학, 상업, 농업, 물리, 공예, 의술 및 역사를 전공으로 가르쳤다.

### <군사 개혁>

#### 군관훈련
청 조정은 1901년 무과를 폐지하였고, 1903년 각 성에 자체 훈련을 금지시키고, 전국의 군대 훈련은 중앙 연병처(練兵處)에 일원화하여 통제하기로 하였다. 또한 3년동안 각 성의 초급 군사학당(軍事學堂)에서 훈련을 한 뒤 2년동안 전국 4개소의 국립 육군중학당(陸軍中學堂)에 진학하여 배운 뒤에 마지막으로 견습으로서 6개월 동안 군대에서 복무한 후 육군고등학당(陸軍高等學堂)으로 승진하는 군관 훈련 제도를 마련하였다. 학당에서의 교습은 주로 일본인들이 하였다.

#### 군계(軍械): 무기(武器)
1901년, 의화단의 난이 일어난 후 서구 열강들은 중국이 외국에서 무기를 수입하는 것을 금지하였다. 이에 청나라 조정에서는 무기 제조를 위해 한양(漢陽), 상해(上海) 및 광주(廣州)에 대 병공창(兵工廠)을 건립하였다. 1910년 연간 생산량은 중국 내 산포(山砲), 탄약, 연발 라이플, 기관총 수요를 감당하였다.

#### 육군개혁
1905년 북양군(北洋軍)의 6진을 개정하여 육군을 신설하였다. 20세 청년은 25세까지 3년의 정규군과 2년의 예비군에 복무하는 것이 규정되었다. 청조는 참모부(參謀部) 아래 육군부(陸軍部)10년 내 한 진당 12,500명 씩 약 50만명의 정규군을 편성하기로 계획하였는데, 1911년에 이르기까지 14진 20군 약 19만명을 편성했으며, 처음 계획은 1912년이 지나서야 완성되었다.

#### 해군개혁
1902년, 북양수사(北洋水師) 재건을 위해 살진빙(薩鎭冰)은 해군 사관 일본제국 유학, 강음(江陰) 해군사관학교 설치, 마니진(馬尾鎭) 조선소를 건설 및 수리기지 운용, 연태(煙台) 및 복주(福州) 해군 주둔 사령부 설치 등 해군 부흥을 위한 4개 조항을 제출하였다. 그리고 1908년 직례총독 겸 북양대신 양사양(楊士驤)은 엄복(嚴復)에게 소형 함선 구매, 해군학당 재정비 및 인재 육성, 군항 집중 중건 및 구미(歐美) 방어, 팽호제도(澎湖諸島) 및 대만(臺灣) 섬 주시, 해군 발전 계획 및 체제 증강 등 5개조의 해군 진흥 계획 초고를 작성하게 하였다. 분기별 모금 및 각 성 분담의 방법으로 경비문제를 해결한 청나라는 숙친왕(肅親王) 선기(善耆), 경친왕(慶親王), 혁광(奕劻), 육군부 상서(尙書) 철량(鐵良), 광동수사(廣東水師) 제독(提督) 살진빙(薩鎭冰)을 중심으로 하여 1909년 주판해군사무처(籌辦海軍事務處)를 설치하고, 1910년 해군 업무의 전문 독립과 중앙 직접 통수를 명하며 주판해군사무처를 해군부(海軍部)로 개칭하였다.

## 청말신정의 한계
개혁 초기에는 과거제 폐지, 서양식 학교 설립, 유학생 파견 등의 3가지 정도만 성과만을 보였다. 이는 무술정변(戊戌政變)으로 변법자강 운동(變法自强運動)이 실패하면서 많은 개혁파 인사들이 탄압을 받아 담사동(譚嗣同) · 양심수(深秀) · 유광제(劉光第) · 임욱(林旭) 등이 처형을 당하고, 강유위(康有爲), 양계초(梁啓超) 등이 일본에 망명을 떠나는 등의 이유로 중국 남아있는 인사들 중에는 내 개혁을 이끌 인물들이 적었고, 심지어 개혁은 피할 수 없는 화근으로 여기는 등, 개혁을 성실히 이행하는 인사들이 드물었기 때문이다. 사실상 개혁의 목적은 청나라 조정과 만주족의 정치 지위를 잃지 않는 것이었으며, 개혁 내용은 모순적인 것 많았고, 만주족 · 한족 간 갈등도 더욱 심화되었다.
과거제가 폐지되고 새로운 교육제도가 시행된 후 도입된 신식 현대 학교는 서양 지식을 교육하였다. 이들은 자유 민주적인 사상으로 교육받았다. 1905년에서 1906년 간 국비 및 자비로 일본에 유학을 간 사람은 8천여 명에 달했고, 특히 일본 유학생 등의 해외유학생은, 혁명 단체를 조직하거나 가입하여 중국을 구제하려 했으며, 청나라 정부를 타도하려 했다. 이는 헌법운동 및 혁명운동에 많은 영향을 끼쳤다. 이로 인하여 중국 내 지식인들의 마음은 점차 청나라 정부에서 이반하였으며, 청나라 정부의 지위는 더욱 더 불확실해 졌다.
개혁 및 현대화 계획은 막대한 경비를 요했으나, 청나라 조정이 의화단 운동의 책임으로 외국에 지불해야 할 막대한 배상금, 신흥 열강에 비해 원숙하지 않은 생산력과 경제, 20세기 초의 황하 범람, 메뚜기떼 창궐 등의 자연재해, 외국의 경제적 침탈 등으로 인하여 청나라 조정은 신정 계획에 따른 자금 조달이 원활하지 않았다. 이로 인하여 위에서 아래로의 개혁 성과는 한계가 있었다.
이 외에 개혁이 야기한 또다른 문제로, 적지 않은 한족의 반발이 있었다. 상부(商部)가 철도, 광산에 관한 법률을 반포하고 일부 조약 내용을 법제화하였으며, 각 성의 지방 유지들의 권리를 취소하자 한족 위주의 신사층의 불만이 가중되었다. 만한병용제(滿漢倂用) 폐지,총독(總督)과 순무(巡撫)제의 폐지 및 지방관의 군사권 및 행정권을 축소에 대하여서도 한족 위주의 지방관들이 반발하였다. 또한 1911년 내각이 발효된 이후 구성원 13명 중 8명이 만주족 황족 혹은 귀족이고 나머지 한족들은 중심적인 위치에 배당되지 않자, 만한(滿漢) 갈등은 절정에 이르렀다.
청조는 또 오대양출양고찰 이후 헌정을 논의하였는데, 1907년 흠정헌법대강을 발표하고 9년의 예비입헌기간 등을 설정하자 입헌의 즉각적인 추진을 요구하는 입헌 단체 및 개혁 단체의 설립으로 입헌 운동이 가속화되었다. 청조는 1910년 예비입헌기간을 9년에서 5년으로 단축하였지만 동시에 각 입헌운동 단체를 해산하고 탄압하였다. 이러한 청조의 태도는 입헌파의 입헌운동이 실패한 계기가 되었으며, 청조에 의존하여 기존 질서를 유지한 채 개혁을 꾀하던 입헌파들은 청조에 대한 지지를 철회하고 공화파로 전환하는 계기가 되었다.
청나라 조정은 마지막 10년 간 서구식 자본주의 요소를 도입하고 근대 제도를 수용하고, 군사 · 재정 등의 행정권을 회수하여 중앙집권화를 시도하였으며, 정치, 경제, 사법, 교육, 군사 등 다양한 방면에서 개혁을 시도하였으나 결국 내용적 모순 및 만한 갈등, 그리고 내외적 역량 부재로 혁명파의 불만을 샀다. 마침내 1911년 10월 10일 무창(武昌)에서 무장봉기가 일어나 신해혁명(辛亥革命)이 발발하고, 이듬해 청나라가 공식적으로 멸망하면서, 개혁은 실패로 끝났다.

## 평가
청말신정과 예비입헌은 청나라 황실의 수명을 연장하기 위한 개혁으로, 결과적으로 실패한 개혁이다. 그러나 청말신정은 전혀 의미가 없는 개혁 시도는 아니었다. 청말신정은 변법자강운동에서 제기되었던 여러 서구식 제도들을 수용하고, 후기에는 입헌개혁 및 의회제를 실시하여, 이 기간 동안 정치, 경제, 사회, 교육, 군사, 관직의 여러 분야에 큰 영향을 끼쳤으며, 청조의 자발적인 노력으로 어느 정도 근대화 개혁의 구상을 상당 부분 진행시켰다. 그리고 이러한 분야의 개혁이 신해혁명 이후 중화민국 시기에도 계속 이루어졌다는데 그 의의가 있다. 크게 보면 청말신정은 양무운동과 변법자강운동의 연속이라 볼 수 있다. 일각에는 청말신정이 신해혁명 발발로 중단된 것이며, 만약 당시 신해혁명이 일어나지 않았다면 개혁이 성공하고 청나라가 자본주의적 현대화를 이뤄낼 수 있었을 것이라는 시각도 있다.

## 같이 보기
사건
- 변법자강운동
- 의화단운동
- 입헌운동
- 열강 8국
- 신해혁명

제도
- 입헌군주제
- 과거제도
- 흠정헌법대강
- 순무

인물
- 광서제
- 서태후
- 선통제
- 재풍
- 혁광
- 장젠
- 양계초
- 서세창
- 소영
- 장지동
- 쑨원
- 위안스카이
- 심가본

국가
- 청나라
- 중화민국
- 중화제국

## 참고 문헌
- 민두기(1994), 《신해혁명사-중국의 공화혁명》(서울: 민음사)
- 朱英(1995년), 淸末新政與淸朝統治的滅亡《近代史硏究》(中共 北京: 國社會科學院近代史硏究所)
- 백영서(1997년), 공화에서 혁명으로-민초 논쟁으로 본 중국 국민국가 형성《동양사학연구》 제59집, (서울: 동양사학회)
- 崔志海(2003년), 國外淸末新政硏究專著述評《近代史硏究》(中共 北京: 國社會科學院近代史硏究所)
- 侯宜傑(2006년), 《二十世紀中國政治改革風潮-淸末立憲運動史》(中共 北京: 人民出版社)
- 章開沅(2008년), 한승회 역, 《인물과 근대 중국: 위기 · 일탈 · 회귀》(경북 경산: 영남대학교출판부)
- 한주연(2009년), 《서태후의 정치권력 연구: 의화단운동기를 중심으로》(광주: 조선대학교)
- 백범흠(2010),《중국(외교관의 눈으로 보다)》(서울: 늘품플러스)
- 徐洪興(2010), 정대웅 역,《천추흥망, 중화의 황혼 청나라》(서울: 따뜻한손)
- 張鳴(2011년), 《辛亥: 搖晃的中國》 (中華民國 臺北: 聯經出版公司)